# Bassus tergalis
Bassus tergalis är en stekelart som först beskrevs av Alexeev 1971.  Bassus tergalis ingår i släktet Bassus och familjen bracksteklar. Inga underarter finns listade.